# 히로시마현 제6구
히로시마현 제6구(広島県 第6区)는 일본의 중의원 선거구이다. 1994년 공직선거법으로 신설되었다.

## 지역
- 미하라시 일부
- 오노미치시 일부
- 후추시
- 미요시시
- 쇼바라시
- 세라군
- 진세키군

## 역대 중의원 의원
- 가메이 시즈카 (임기: 1996년 ~ 2017년)
- 사토 코지 (소속정당: 희망의 당 → 무소속 → 입헌민주당, 임기: 2017년 ~ 현재)